# Liebeslyrik

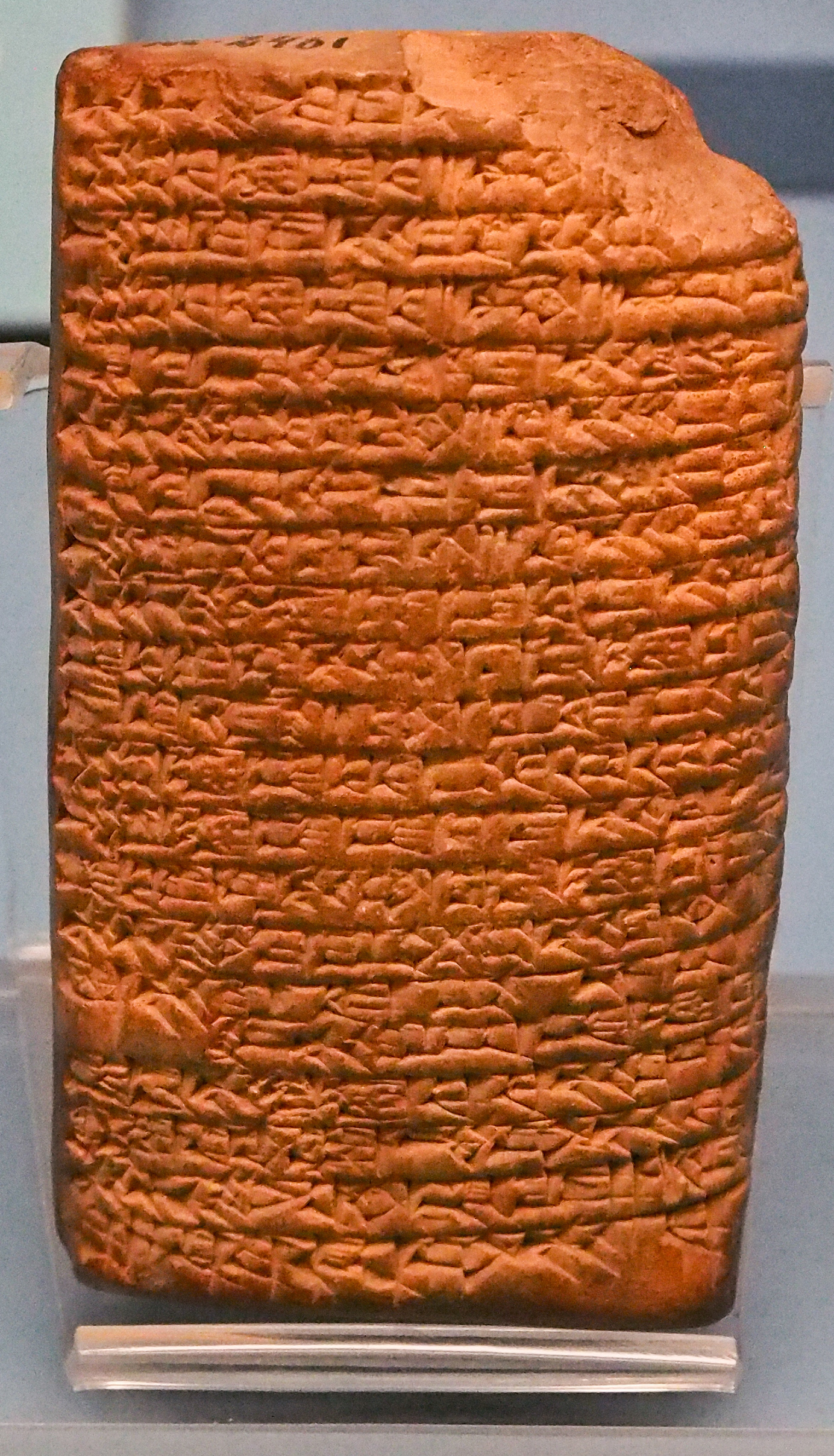
Das Liebeslied einer Frau auf Schusuena von Ur III ist eines der ältesten überlieferten Liebesgedichte.

Als Liebeslyrik bezeichnet man eine spezielle Form der Lyrik und der Musik (dort eher Liebeslied genannt), in der die Liebe zwischen zwei Menschen besungen wird. Einige Ausprägungen können unterschieden werden:
- als Gedicht oder als Lied – dieses wieder in mehreren Formen,
- als Hymne an die geliebte Person,
- über Glück und Küssen, Erfüllung oder Vertrauen,
- als Dank oder als Gebet,
- über Schmerz oder Verzweiflung des oder der Abgewiesenen,
- als Todessehnsucht – z. B. in der Romantik,
- Sinnieren über die Bandbreite von Freude bis Angst, Qual und Trauer
- und weitere (seltenere) Formen.

## Geschichtlicher und regionaler Überblick
Liebeslyrik ist schon aus den Jahrtausenden vor der Zeitenwende überliefert (z. B. aus Sumer, in der Bibel (z. B. Hoheslied), im Kamasutra) und hat in der Antike (u. a. bei Ovid) einen ersten Höhepunkt gefunden. Aber auch im 12./13. Jahrhundert erreichten Liebeslieder einen weiteren Höhepunkt: So sagte man Minnesängern (von minne = Liebe) ein besonderes Geschick im Erfinden und Vortragen von gefühlvollen Liedern nach. Unter den jungen Adligen war die Kunst des Minnesangs hoch angesehen: Es kam unter anderem auch zu Sängerwettstreiten unter den besten Minnesängern, in denen man um die Gunst der „edlen Frouwen“ buhlte. Hartmann von Aue und Wolfram von Eschenbach waren für ihre Dichtkunst berühmt; Walther von der Vogelweide galt als derjenige, der die schönsten Melodien erfand.
Liebeslieder waren über alle Bevölkerungsschichten hinaus bekannt und beliebt. Diese wurden mündlich verbreitet; ab dem 15. Jahrhundert auch in handschriftlich verfassten Liederbüchern festgehalten. Das 1450 in Nürnberg verfasste Lochamer-Liederbuch, welches unter anderem auch das Lied All mein’ Gedanken enthält, ist eine der ältesten Liedersammlungen.
In der weiteren Entwicklung der europäischen Literatur sind als besondere Stadien des Liebesliedes zu erwähnen: der Minnesang, die Zeit des Barock, die Romantik und das Volkslied. Doch finden sich auch in der Popmusik erstaunliche Texte, wie unlängst die Reprise des Austropop zusammenfassend gezeigt hat.

## Versmaße in der Liebeslyrik
Das verwendete Versmaß ist sehr verschieden, doch hat jede Zeit ihre Moden. So bevorzugt z. B. die Zweite Schlesische Schule (etwa 1650–1700) den Jambus:
 Mit was vor Süßigkeit / o zarter Mund

 Beküß ich den Rubinen-Grund!

 Mit was vor Süßigkeit hör ich die Lippen sprechen

 Die voller Honig-Worte seyn!

 Ach aber / schöpff ich ein Vergnügen ein

 So muß ich unterdeß des andern mich entbrechen.

 Dein Himmels-Geist belebt der Worte Fluß

 Der Seelen Seele deinen Kuß.

 Wie soll ich mich der Wahl / der schweren Wahl entbrechen?

 Ach / könte doch dein edler Mund

 Dem so viel Gunst der Himmel hat vergunnt

 Mit Reden küssen / und mit Küssen sprechen!

     (Hans Aßmann von Abschatz, 1646–1699).
Aus der Romantik sei etwa das von Schubert vertonte Ständchen erwähnt, oder die Trauer um einen Verlust:
  Ich stand in dunklen Träumen – und starrt ihr Bildnis an,

  und das geliebte Antlitz / heimlich zu leben begann ...
Oft ebenso alt sind die Texte vieler Volkslieder. Stellvertretend seien zwei aus dem bayrisch-oberösterreichischen Sprachraum genannt. Viele gehen auf Texte früherer Dichter zurück.
  I(ch) liab di so fest – wie der Bam seine Äst’ –

  wia der Him-mel seine Stern – grad so hab i di gern.

  Das Lieben bringt groß’ Freud’

  Das wissen alle Leut’

  Weiß mir ein schönes Schätzelein

  Mit zwei schwarzbraunen Äugelein

  Das mir, das mir,

  Das mir das Herz erfreut.
Aus dem reichen Werk Goethes sticht ein kurzes elegisches Distichon hervor, das die Grenze zwischen Liebeslyrik und Epigramm aufzeigt:
   Knaben liebt ich wohl auch, doch lieber sind mir die Mädchen:

   Hab ich als Mädchen sie satt, dient sie als Knabe mir noch.

## Liebeslyrik-Sammlungen
Für viele Lyriker sind Einzelsammlungen ihrer Liebesgedichte herausgegeben worden. So zum Beispiel für Michelangelo Buonarotti, Bertolt Brecht Joachim Ringelnatz und Joseph von Eichendorff. Auch Anthologien, die das breite Spektrum der Liebeslyrik abdecken, liegen vor.